# Lijst van artsen
Dit is een alfabetische lijst van bekende artsen over wie een artikel in Wikipedia aanwezig is.

## Lijst

### A
- John Bodkin Adams (1899-1983)
- Arnold Aletrino (1858-1916)
- Federico Alliney (1920-1991)
- Alois Alzheimer (1864-1915)
- Thomas Allinson (1858-1918)
- Richard Asher (1912-1969)
- Avicenna (980-1037)

### B
- Joseph Babinski (1857-1932)
- Sara Josephine Baker (1873-1945)
- Jelle Banga (1786-1877)
- Salvatore Barberi (1899-1994)
- Christiaan Barnard (1922-2001)
- William Barnes (1860-1930)
- Luc Beaucourt (1949-2021)
- Govert Bidloo (1649-1713)
- Servaas Bingé
- Otto Binswanger (1852-1929)
- Phillip Blondeel (1963)
- Franciscus de le Boë Sylvius (1614-1672)
- Johan Boelaert (1942)
- Michail Boelgakov (1891 -1940)
- Herman Boerhaave (1668-1738)
- Lorenz Böhler (1885-1973)
- Els Borst (1932-2014)
- Gerard Brom 1915-2003)
- Willem Brakman (1922-2008)
- Bernardus Brouwer (1881-1949)
- Sebald Justinus Brugmans (1763-1819)
- Paul Broca (1824-1880)
- Paulette Brupbacher (1880-1967)
- Flavio Busonera (1894-1944)
- Johan Buytaert (1919-2009)

### C
- Salvatore Calandruccio (1858-1908)
- Hendrik Cammu (1956)
- Marcello Capra (1510 - jaren 1590)
- Peter Carmeliet (1959)
- Pietro Castelli (circa 1570 - circa 1661)
- Louis-Ferdinand Céline (1894-1961)
- Andrea Cesalpino (1519-1603)
- Graham Chapman (1941-1984)
- Jean-Martin Charcot (1825-1893)
- Hans Cohen (1923-2020)
- Cornelia Johanna Jacoba Cohen Stuart (1881-1964)
- Arthur Conan Doyle (1859-1930)
- Laura Conti (1921-1993)
- Pierre Craninx (1805-1890)
- Rebecca Lee Crumpler (1831-1895)
- Francesco Cupani (1657-1710)
- Pietro Cuppari (1816-1870)

### D
- Theodore Dalrymple (1949)
- Erik De Clercq (1941)
- Jaap van Dissel (1957)
- Rembert Dodoens (1517/18-1585)
- Joseph-Guichard Duverney (1648-1730)

### E
- Frederik van Eeden (1860-1932)
- Johannes Esser (1877-1946)
- Willem Einthoven (1860–1927), uitvinder van het ECG
- Bartholomeus Eustachius (ca. 1500/1513-1574)

### F
- Alexander Fleming (1881-1955), ontdekker van penicilline
- Pio Foà (1848-1923), anatomopatholoog
- Pieter van Foreest (1521-1597)
- Sigmund Freud (1856-1939), psychiater

### G
- Claudius Galenus (131-201), Romeins arts
- Carlo Gemmellaro (1797-1866), arts-geoloog
- Giorgio Castagna Giannone (1737-1811), hoofdarts van het koninkrijk Sicilië
- Giuseppe Gola (1877-1956), arts-botanicus
- Giovanni Gorgone (1801-1868), anatoom-chirurg
- Reinier de Graaf (1641-1673)
- Giovanni Battista Grassi (1854-1925), arts-zoöloog, malariavorser
- Romualdus II Guarna (1110/1120-1181), aartsbisschop en arts
- Che Guevara (1928-1967), guerrillaleider
- Jan Gybels (1928-2011)

### H
- Anton de Haen (1704-1776)
- Samuel Hahnemann (1755-1843)
- William Harvey (1578-1657, arts fysioloog, ontdekker van de werking van de bloedsomloop)
- Philippe Herreweghe (1947)
- Hippocrates (ca. 460 - 377 v.Chr.), Griekse arts
- Rutger Hendrik van den Hoofdakker (1934-2012)
- Hans Houtsmuller (1924)
- Victor Aimé Huber (1800-1869), werd later hoogleraar moderne talen
- George Huntington (1850-1916)

### J
- Carl Gustav Jung (1875-1961), psychiater
- Abraham Jacobi (1830-1919)
- Aletta Jacobs (1854-1929), eerste vrouwelijke arts van Nederland

### K
- René Kahn (1954), Nederlands psychiater
- Leo Kanner (1894-1981), Oostenrijks/Amerikaans psychiater, gespecialiseerd in autisme
- Wanda de Kanter (1959), Nederlands longarts en activist tegen de tabaksindustrie
- Adrianus Johannes Maria Kanters (1883-1966), Nederlands arts
- Tomisaku Kawasaki (1925-2020), Japans kinderarts, naamgever van de ziekte van Kawasaki
- Bert Keizer (1942), Nederlands verpleeghuisarts, columnist en schrijver
- Donald Klein (1928), Amerikaans psychiater, gespecialiseerd in paniekstoornissen
- Alessandro Knips Macoppe (1662-1744)
- Willem Kolff (1911-2009), Nederlands/Amerikaans internist nefroloog, uitvinder van de kunstnier
- Emil Kraepelin (1856-1926), Duits psychiater, pionier met de indeling van psychiatrische ziekten
- Robert Koch (1843-1910), Duitse arts microbioloog, nobelprijswinnaar, ontdekker van o.a. de tuberculosebacil, antrax en cholera
- Sergej Korsakov (1853-1900, Russisch neuropsychiater, naamgever van het syndroom van Korsakov
- Wilhelm Kuby (1829-1894), militair arts in Beieren

### L
- Albert Lacquet (1904-2003)
- Rudolf Lamprecht (1781-1860)
- Ernst Laqueur (1880-1947)
- Levinus Lemnius (1505-1568)
- Eva Lombard (1890-1978), Zwitsers missiearts
- Masja Loogman
- Lucas (1e eeuw)

### M
- Oreste Maggio (1875-1937)
- Maimonides (1135-1204)
- Marcello Malpighi (1628-1694)
- Antonio Marchetti (1640-1730)
- Domenico Marchetti (1626-1688)
- Pietro Marchetti (1589-1673)
- Antoine Marfan (1858-1942)
- Hjalmar van Marle (1950)
- Antonius Mathijsen (1805-1878), uitvinder van het gipsverband
- Thomas McKeown (1912-1988), Britse arts, 'vader van de sociale geneeskunde'
- Josef Mengele (1911-1979), oorlogsmisdadiger, kamparts in Auschwitz
- Prosper Menière (1799-1862)
- Geert Meyfroidt (1971)
- Giuseppe Moleti (1531-1588)
- Cornelis Moerman (1893-1988)
- Johann Georg Mezger (1838-1909)
- Natalis Montesaurus (1477-1552), hoogleraar aan de universiteit van Bologna
- Reginald Moreels (1949)
- Giovanni Battista Morgagni (1682-1771)
- Conrad Murray (1953), in 2011 schuldig bevonden aan de dood van Michael Jackson
- Joseph Murray (1919–2012), Amerikaans chirurg, eerste succesvolle niertransplantatie

### N
- Bernard Nathanson (1926-2011)

### O
- Herta Oberheuser (1911-1978), oorlogsmisdadiger, kamparts in Ravensbrück
- John Opdam (1916-1983)

### P
- Concepción Palacios Herrera (1893-1981)
- Willem Pantin (1520-1583)
- Ambroise Paré (1509-1590)
- James Parkinson (1755-1828)
- Filippo Parlatore (1816-1877)
- Peter Piot (1949)
- António Plácido (1848-1916)
- Jason Pratensis (1486-1558)
- Matteo Procopio (1753-1811)

### R
- Giovanni Raffaèle (1804-1882)
- François Rapaert (1510-1587)
- Santi Rapisarda (1945-2005)
- Cees Renckens (1946)
- Gian Battista Rini (1795-1856)
- Alessandro Rizza (1817-1866)
- Jacques Rogge (1942)

### S
- Oliver Sacks (1933)
- Gerard Sandifort (1779-1848)
- Cicely Saunders (1918-2005)
- Arthur Schnitzler (1862-1931)
- Ignace Schretlen (1952)
- Albert Schweitzer (1885-1965)
- Joseph Sebrechts (1885-1948)
- Ignaz Semmelweis (1818-1865)
- Ercole Sassonia (1551-1607)
- Pasquale Sfameni (1868-1955)
- Harold Shipman (1946-2004)
- André Simonart (1903-1992)
- J. Slauerhoff (1898-1936), scheepsarts en schrijver
- Georges Stalpaert (1924-2013)
- Jean Starobinski (1920-2019), psychiater; hoogleraar ideeëngeschiedenis, Franse literatuur en medische geschiedenis
- Anna Stecksén (1870-1904), Zweeds arts en eerste vrouwelijke doctor in de geneeskunde in Zweden
- Sócrates (Sócrates Brasileiro Sampaio de Souza Vieira de Oliveira) (1954)
- Sun Yat-sen (1866-1925)
- Gerard van Swieten (1700-1772)

### T
- Jeffrey Tate (1943)
- Anton Tsjechov (1860-1904)
- Georges Gilles de la Tourette (1857-1904)
- Toon Tellegen (1941)
- Girolamo Della Torre (1444-1506)
- Hector Treub (1856-1920)
- Friedrich Trendelenburg (1844-1924)
- Vittore Trincavelli (1489-1563)

### U
- Carlo Urbani (1956-2003)

### V
- Christine Van Broeckhoven (1953)
- Herman Vanden Berghe (1933-2017)
- Patrik Vankrunkelsven (1957)
- Marc Van Ranst (1965)
- Tito Vanzetti (1809-1888)
- Dario Varotari de Jongere (circa 1650-eind 17e eeuw)
- Nicoletto Vernia (ca 1420-1499)
- Marc Verstraete (1925-2018)
- Andreas Vesalius (1514-1564)
- Annelies Verbon (1962)
- Simon Vestdijk (1898-1971)
- Erika Vlieghe
- Martine C. de Vries (1974)
- Ann Vossen

### W
- Johannes Walaeus (1604-1649)
- Adolf Wallenberg (1862-1949)
- Geerlof Wassink (1811-1864)
- Willem Wassink (1888-1963)
- Hein Wellens (1935)
- Carl Wernicke (1848-1905)
- Thomas Willis (1621-1675)
- Martinus Willem Woerdeman (1892-1990)
- Ivan Wolffers (1948-2022)

### Z
- Eduard Zeis (1807-1868)
- Jan Zeldenrust (1907-1990)
- Gabriele Zerbi (1445-1505)

## Fictieve artsen
- Asklepios in de Griekse mythologie
- Dr. Bunsen Honeydew uit The Muppet Show
- Dr. Clayton Forrester uit de tv-reeks Mystery Science Theater 3000
- Dr. Dolittle, dokter die met de dieren kan praten.
- Dr. Doxey uit het Lucky Lukealbum Dr. Doxey's elixer
- Dr. Evil
- Dr. Meredith Grey uit Grey's Anatomy
- Dr. Julius Hibbert uit The Simpsons
- Dr. Gregory House uit House MD
- Dr. Cliff Huxtable uit The Cosby Show
- Dr. Katz
- Dr. Kildare
- Dr. Mario
- Dr. Müller uit Kuifje
- Dr. No
- Dr. Octopus
- Dokter Pulder uit het boek en de film Dokter Pulder zaait papavers
- Doctor Snuggles
- Dr. Strange
- Dr. Watson, de assistent van Sherlock Holmes
- Dokter Weetal, figuur uit het gelijknamige sprookje van de Gebroeders Grimm
- Dokter Zjivago
- Dr. Zoidberg uit Futurama
- Dokter Zwitser, een stripfiguur, bedacht door Marc Wasterlain